# Fotbal Club Codru Lozova
Il Fotbal CLub Codru è stata una società calcistica moldava con sede nella città di Lozova.
Fondata nel 2008, ha ottenuto la sua prima promozione in Divizia Națională nel 2018, disputandovi due stagioni.

## Storia
Fondata nel 1990, solo nel 2015 ha guadagnato la sua prima promozione in Divizia A, la seconda serie del campionato moldavo. Nel 2018, la squadra ottiene la sua prima storica promozione in Divizia Națională. Dopo aver ottenuto la salvezza il primo anno, non è riuscita ad evitare la retrocessione nel 2021.
Nell'estate del 2021, la società annuncia la fusione con l'Atletic Strășeni, cessando di fatto di esistere.

## Palmarès

### Competizioni nazionali
- Campionato moldavo di seconda divisione: 1

2018

## Organico

### Rosa 2020
| N. |                     | Ruolo | Calciatore         |
| -- | ------------------- | ----- | ------------------ |
| 1  | Moldavia (bandiera) | P     | Vladislav Butuc    |
| 2  | Moldavia (bandiera) | D     | Vasile Cojocari    |
| 3  | Moldavia (bandiera) | D     | Anatolie Ciuntu    |
| 5  | Moldavia (bandiera) | D     | Rinat Jalbă        |
| 6  | Moldavia (bandiera) | C     | Eduard Zaplitnîi   |
| 7  | Moldavia (bandiera) | C     | Daniel Adam        |
| 8  | Moldavia (bandiera) | C     | Dumitru Garșinschi |
| 9  | Moldavia (bandiera) | A     | Ion Lăcustă        |

| N. |                     | Ruolo | Calciatore       |
| -- | ------------------- | ----- | ---------------- |
| 10 | Moldavia (bandiera) | A     | Ion Ibrian       |
| 11 | Moldavia (bandiera) | C     | Ion Mămăligă     |
| 25 | Moldavia (bandiera) | P     | Boris Pascarenco |
| 30 | Moldavia (bandiera) | D     | Petru Costin     |
| 30 | Moldavia (bandiera) | C     | Marian Puiu      |
| 34 | Moldavia (bandiera) | D     | Valentin Chișca  |
| 44 | Albania (bandiera)  | C     | Aleksander Dhamo |